# Cubos del término municipal y rollo heráldico
Los Cubos y Rollo Heráldico del municipio de Selaya (Cantabria, España), son un Bien de Interés Cultural, por Resolución de 3 de abril de 2002. 
De acuerdo con lo establecido en la Disposición Adicional Segunda de la Ley 16/1985, de 25 de junio, del Patrimonio Histórico Español, se consideran de interés cultural los bienes a que se contrae el Decreto 571/1963, de 14 de marzo, sobre Protección de los Escudos, Emblemas, Piedras Heráldicas, Rollos de Justicia, Cruces de Término y Piezas Similares. Es por ello que, por ministerio de dicha Ley se declararon bienes de interés cultural, con la categoría de Monumento, una serie de cubos, así como el rollo heráldico de Selaya. Los cubos se encuentran generalmente en las esquinas de los cerramientos de piedra de las fincas, mientras que los rollos aparecen exentos. Están rematados ornamentalmente y frecuentemente tienen escudos labrados. En Selaya hay doce cubos y un rollo heráldico repartidos por el pueblo con la siguiente ubicación:
- Cuatro en el Palacio de Donadío. Plaza de Colina, 4.
- Dos en la calle Soledad, número 2.
- Uno en la calle Fraternidad, número 1.
- Cuatro en la Casona de Linares.
- Uno en la calle Campo, número 4.
- Rollo heráldico en calle Campera, 14.